# Den Berusede Båd
Den Berusede Båd (fransk Le Bateau ivre) er et versedigt skrevet af den franske forfatter Arthur Rimbaud i 1871. Det betragtes som revolutionært i dets brug af billeder og symbolisme. Digtet er oprindeligt opstillet i en række hexametriske og firelinjede strofer med 25 vers i alt. Desuden består digtet af et a/b/a/b rimskema. Det er vævet omkring en personificeret båds deliriske visioner/syner. Båden, som i digtet er bortkommet på det store hav, higer efter sin egen selvdestruktion.
Digtet blev skrevet i Charleville i sommeren 1871. Det var digtet, Rimbaud sendte til Paul Verlaine før de sluttede sig sammen i Paris.
Der er tale om et af Rimbauds længste oeuvres og begynder således:
Comme je descendais des Fleuves impassibles
Je ne me sentais plus tiré par les haleurs:
Des Peaux-Rouges criards les avaient pris pour cibles
Les ayant cloués nus aux poteaux de couleurs.
Digtets fulde tekst på fransk kan læses på fransk Wikisource.
I den danske gendigtning af Rolf Gjedsted lyder ovenstående således:
Da jeg flød ned af de stille floder,
følte jeg mig ikke længere under bådstagernes førerskab:
Skigende rødhuder havde sikret sig dem til skydeskiver,
naglet dem nøgne til malede stager.
Bandet Compos Mentis' nummer The Drunken Diamond er baseret på dette digt, men også på de tanker, som Rimbaud fremlægger i sine berømte "Seerbreve" (Les lettres du Voyant).
Le Bateau ivre (rue Ferou, Paris).